# Vahid Äläkbärov
Vahid Jusifovitj Äläkbärov (azerbajdzjanska: Vahid Yusifoviç Ələkbərov, ryska: Вагит Юсуфович Алекперов: Vagit Jusufovitj Alekperov), född 1 september 1950, är en azerbajdzjansk-rysk företagsledare och före detta politiker. Han är grundare, delägare (23,13%) samt VD för det multinationella petroleumbolaget Lukoil sedan 1993. Han har också varit styrelseordförande för petroleumbolaget mellan 1993 och 2000. Äläkbärov blev utsedd till ställföreträdande oljeminister för Sovjetunionen mellan 1990 och 1991, han var den som skapade det statliga petroleumbolaget Langepas-Urai-Kogalymneftepaz som blev två år senare just Lukoil. Han har nära kopplingar till en annan miljardär i Leonid Fedun som arbetar också för företaget.
Den amerikanska ekonomitidskriften Forbes rankar Äläkbärov till att vara världens 51:a rikaste med en förmögenhet på $18,8 miljarder för den 16 oktober 2018.
Äläkbärov avlade examen vid Azärbaycan Dövlät Neft və Sänaye Universiteti.
Asteroiden 7222 Alekperov är uppkallad efter honom.